# Gandura

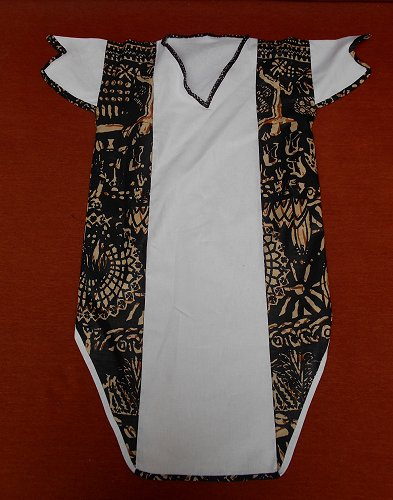
Gandura

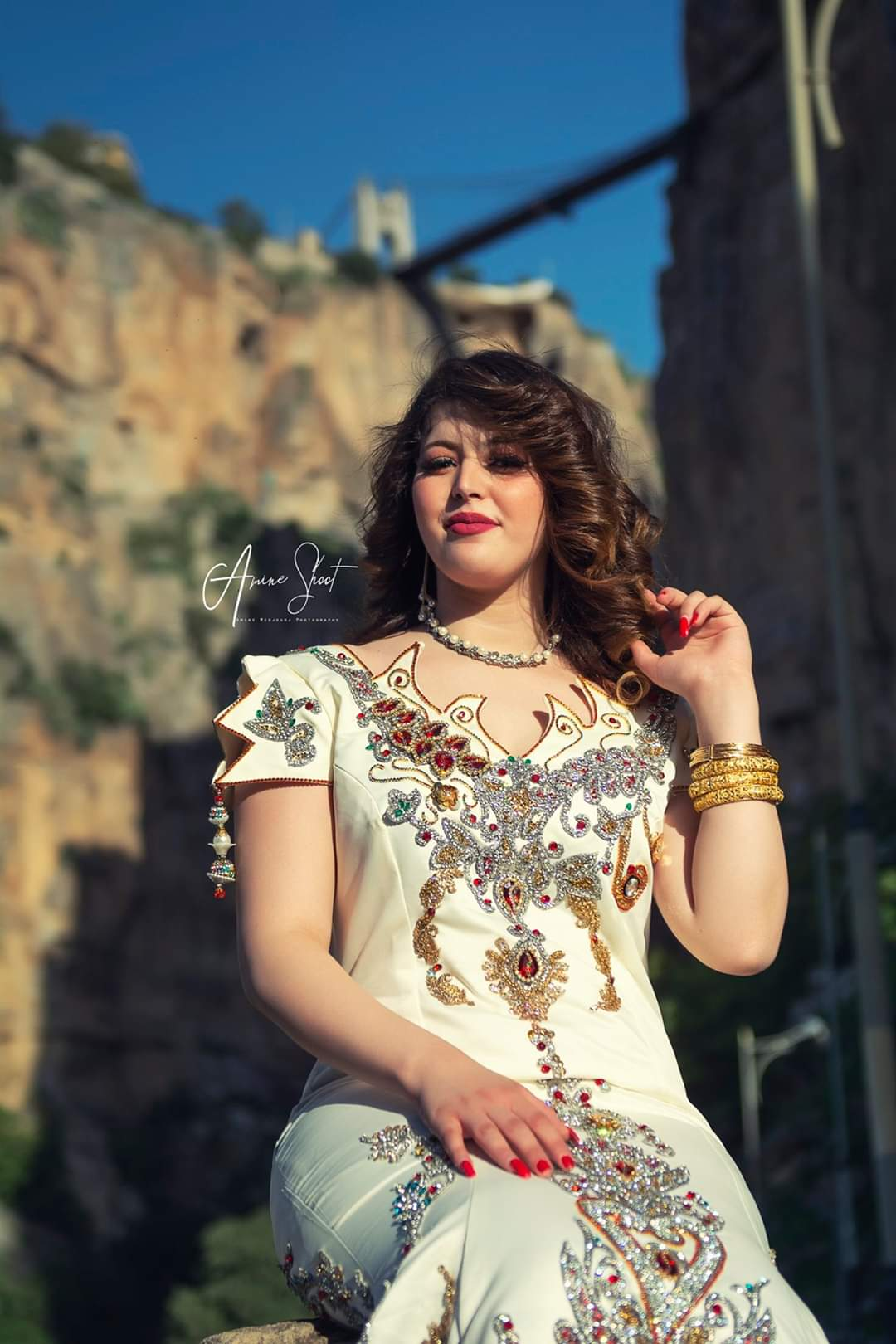
Una ragazza che indossa un tradizionale gandoura

La gandura è una specie di tunica leggera, in lana o cotone, con o senza maniche.
Normalmente si presenta a strisce colorate, o più semplicemente bianca, e viene portata specialmente in Medio-oriente ed in Nord-Africa, principalmente in Algeria. Le origini del nome differiscono in base alla fonte: in alcuni casi viene riportata un'origine araba in altre Berbera.
Durante i periodi freddi, la gandura veniva indossata sopra una larga tunica con ampie maniche chiamata "Gnidra", generalmente realizzata in lana o seta.
In Algeria esistono diverse varietà dell'abito. Un primo tipo è indossato dalle donne ed è conosciuto anche come Jebba Fergani (Costantiniano Gandoura). Si tratta di un indumento tradizionale algerino in velluto spesso, originario della regione di Costantina. Una seconda forma invece è indossata dagli uomini algerini. Si tratta di un capo informale simile alla Gellaba ma senza cappuccio.
La gandura originariamente aveva le maniche corte lunghe fino ai gomiti collegate direttamente ai lati del vestito; il modello femminile generalmente arrivava a terra mentre il modello maschile si fermava alle caviglie, o addirittura alle ginocchia.
Questo capo era indossato in tutta l'Algeria dagli arabi ed è probabilmente l'antenata di molti abiti come la blouza o il binouar. Esisteva anche una varietà molto ampia, come:
- la gandura “El Behdja”, una gandura con motivi floreali;
- la gandura “El Kemkha”, così chiamata perché realizzata con un tessuto di raso, generalmente blu, ricamato in oro e motivi floreali a forma di diamante, molto apprezzato dalle donne durante la reggenza di Algeri[5][6][7][8]